# نجير أولمبي
النجير الأولمبي (باللاتينية: Agrostis olympica) نوع نباتي يتبع جنس النجير (باللاتينية: Agrostis) وينتمي إلى الفصيلة النجيلية.

## الموئل والانتشار
موطنه بلاد الشام وتركيا والقوقاز وروسيا.